# Farim (Iran)
Farim (farsi فریم) è una città dello shahrestān di Sari, circoscrizione di Dodangheh, nella provincia del Mazandaran in Iran.